# Drosophila liui
Drosophila liui este o specie de muște din genul Drosophila, familia Drosophilidae, descrisă de Chen în anul 1988. Conform Catalogue of Life specia Drosophila liui nu are subspecii cunoscute.